# Mareanivka, Radomîșl
Mareanivka (în ucraineană Мар`янівка) este un sat în comuna Lenine din raionul Radomîșl, regiunea Jîtomîr, Ucraina.

## Demografie
Componența lingvistică a localității Mareanivka
     Ucraineană (97,35%)
     Rusă (2,65%)
Conform recensământului din 2001, majoritatea populației localității Mareanivka era vorbitoare de ucraineană (97,35%), existând în minoritate și vorbitori de rusă (2,65%).